# Chorizanthe spinosa
Chorizanthe spinosa är en slideväxtart som beskrevs av S. Wats.. Chorizanthe spinosa ingår i släktet Chorizanthe och familjen slideväxter. Inga underarter finns listade i Catalogue of Life.